# Eddie, Blüten und Blondinen
Eddie, Blüten und Blondinen (Originaltitel: Ces dames s’en mêlent) ist ein französisch-italienischer Spielfilm in Schwarzweiß aus dem Jahr 1965 von Raoul André. Das Drehbuch stammt von Michel Lebrun. In den Hauptrollen sind Eddie Constantine zum dritten Mal als Jeff Gordon, Patricia Viterbo, Annie Cordy und Carla Marlier zu sehen. Zum ersten Mal ins Kino kam das Werk am 6. Januar 1965 in Frankreich. In der Bundesrepublik Deutschland hatte es seine Premiere am 15. Januar 1965. 

## Inhalt
Jeff Gordon, FBI-Agent in Paris, befindet sich auf den Spuren einer gut organisierten Falschmünzerbande. Durch unerschrockenes Eingreifen bringen Jeff und sein Diener zwar eine ganze Tasche mit Blüten in ihren Besitz, aber die Bande haben sie dadurch noch lange nicht. Zwei der Mittelsmänner von Gordon werden kaltblütig erledigt; er selbst gerät in einen Hinterhalt und wird gefangen, mit ihm seine attraktive Gehilfin Wanda. Es dauert jedoch nicht lange, bis Gordon sich und Wanda befreien kann. Danach geht die Jagd weiter – mit wechselvollem Erfolg. Schließlich ziehen sich die Gangster in ihr entlegenes Hauptquartier zurück, wo sie nach schwerem Kampf von Gordon der Polizei übergeben werden können.

## Kritiken
Der Evangelische Film-Beobachter zeigt sich nicht gerade begeistert: „Ein neuer Eddie-Film, aufgebaut und ablaufend wie ungezählte vor ihm. Denn nicht die Spannung oder die Originalität einer Kriminalstory stehen im Vordergrund, sondern allein der Selfmade-man Eddie, für dessen Schau drei Dinge unentbehrlich sind: ein paar Whisky, ein Schwarm schöner Frauen und eine bunte Folge von Schlägereien.“ Zu einer ähnlichen Einschätzung gelangt das Lexikon des internationalen Films:  „Eddie Constantine kämpft mit gewohnter Routine (die sich augenscheinlich auch auf die Produktion übertragen hat) gegen eine Falschmünzerbande. Die vergleichsweise geringe Spannung soll durch kleine Sex-Beigaben gefördert werden.“